# Blonde (singolo Alizée)
Blonde è un singolo della cantante francese Alizée, pubblicato nel 2014 ed estratto dall'album Blonde.
La canzone è stata scritta da Lionel Florence, Franck Dewaere, Pascal Obispo e Laurent Konrad e prodotta da Obispo. È stata anche selezionata come canzone in gara per l'edizione 2014 de La Chanson de l'année, senza però vincere tale rassegna musicale.

## Videoclip
Nel video ufficiale della canzone si vede Alizée in un salone da parrucchiere a tingersi i capelli, passando così da mora a bionda. Durante il video, le scene dove Alizée appare mora in procinto di tingersi si alternano a scene dove appare già bionda e balla con alcuni ballerini sempre nello stesso salone.

## Curiosità
Il videoclip è stato rilasciato su YouTube il 28 aprile 2014, data del nono compleanno della prima figlia di Alizée, Annily, che compare anche per un istante nel video con una parrucca bionda e degli occhiali da sole.

## Tracce
- Download digitale[1]

1. Blonde – 3:30